# Paul Bosse
Paul Bosse (* 8. März 1881 in Wittenberg; † 5. März 1947 ebendort) war ein deutscher Chirurg, Gynäkologe, langjähriger Chefarzt des Paul-Gerhardt-Stiftes Wittenberg (1919–1935) und Gründer einer Klinik. Seine ehemalige Privatklinik (1936–1996) in Wittenberg ist als Bosse-Klinik bekannt.

## Leben und Wirken

### Vor 1933
Paul Bosse wurde 1881 als Sohn des Kaufmanns und Wittenberger Stadtrats Julius Bosse und dessen Frau Pauline geboren. Er absolvierte das Melanchthongymnasium in Wittenberg, studierte Medizin an den Universitäten Genf (1 Semester), Berlin (3 Semester) und Freiburg im Breisgau (6 Semester). Er war Mitglied der Studentenverbindung Albingia Freiburg. Er wurde 1903 approbiert und 1904 bei Alfred Hegar in Freiburg mit einer Dissertation Ueber interstitielle Gravidität promoviert. In den Jahren 1903 bis 1906 absolvierte er eine klinische Weiterbildung in Chirurgie, Frauenheilkunde und Geburtshilfe in Freiburg und Weimar. Ab 1907 war er Assistent unter Erwin Wachs, leitender Arzt des Paul-Gerhardt-Stift Wittenberg und des Hebammen-Lehrinstitutes. Zugleich arbeitete Paul Bosse als niedergelassener Arzt. Ab 1914 war er Spezialarzt für Chirurgie und Frauenleiden und ab 1915 zuständig für die chirurgische Abteilung des Stiftes. Er nahm am Ersten Weltkrieg teil und war Chirurg des Heimkehrer-Lazaretts in Wittenberg. 1919 wurde er leitender Arzt, später leitender Chefarzt des Evangelischen Krankenhauses Paul Gerhardt Stift. Im folgenden Jahr unterstützte er es mit einem Kredit aus eigenem Vermögen zur Tilgung dessen „dringendster Schulden“. Unter seiner Ägide (1919–1935) wurde das Stift zu einem regional bedeutenden, größeren Krankenhaus, nachdem es 1921 nach der Schließung der städtischen Klinik die stationäre medizinische Versorgung von Stadt und Kreis übernommen hatte und daraufhin 1925 und 1929 vergrößert werden musste.
Paul Bosse war ab 1906 verheiratet mit Käte Bosse geb. Levin (1886–1944), die jüdische Urgroßeltern hatte, selbst aber wie ihre Geschwister seit den 1890er Jahren der evangelisch-lutherischen Kirche angehörte. Das Ehepaar hatte zwei Töchter, Dorothea (* 1907) und Käthe (1910–1998), sowie zwei Söhne, Günther (* 1913) und Fritz (* 1915). Käte Bosses Eltern, beide dissident, änderten zusammen mit der Familie des Onkels 1914 den Nachnamen in „Ledien“. Sie – die Eltern – sind kremiert und auf dem evangelischen Friedhof in Wittenberg bestattet: Schlusspunkt einer erfolgten Assimilation.

### Nationalsozialismus
Bereits Ende 1933 wurde dem „jüdisch versippten“ Chefarzt – ungeachtet seines Fronteinsatzes im Ersten Weltkrieg und seiner seitdem bestehenden Versehrtheit – gekündigt, und Bosse musste das Paul-Gerhardt-Stift Ende 1935 verlassen. (Weiteres s. u. und im Einzelnachweis dazu.) Im Paul-Gerhardt-Stift wurden bis 1943 etwa 300 Zwangssterilisationen insgesamt vorgenommen. In der Literatur wird nahegelegt, ohne Beweise anzuführen, dass Paul Bosse als dessen Chefarzt 1934/35 Zwangssterilisationen durchgeführt habe. Am 13. Juni 1935 ereignete sich das verheerende Explosionsunglück im Sprengstoffwerk Reinsdorf. Paul Bosses Umsicht und Können ist es zu verdanken, dass bis auf eine Ausnahme alle, fast 90 Schwerverletzte gerettet werden konnten. Bis heute werden seine Verdienste bei der Bewältigung des Unglückes als Grund für eine Privilegierung – man spricht vom „Schutzbrief“ – durch das NS-System angeführt. Anfang 1936 eröffnete er seine „Privatklinik und Entbindungsanstalt Dr. Bosse“, die trotz sogleich einsetzender repressiver Maßnahmen (z. B. der Versuch einer Aberkennung der Kassenzulassung) stetig wuchs. Die Möglichkeit zur Eröffnung einer Klinik muss Bestandteil eines erzwungenen Auflösungsvertrages gewesen sein, den Paul Bosse im April 1934 unterschrieben und der ihm seine Chefarztstellung bis Ende 1935 garantiert hatte. Schönstätter Marienschwestern, von Pater Kentenich beauftragt, standen ihm zur Seite und kamen dadurch selbst ins Visier der Gestapo. Sogar lokale Nazigrößen ließen ihre Frauen anfänglich in seiner Klinik entbinden. Denunziationen bei der Ärztekammer und öffentliche Diffamierungen machten die Klinikarbeit riskant. So war er 1942 in einem Ermittlungsverfahren nach einer Anzeige der Gestapo beschuldigt, er infiziere Frauen mit Gonorrhoe, um die Wehrkraft zu zersetzen. Zeitgleich, am 18. April 1942, wurde in einem „Führererlass“ der Familie Bosse eine „Sonderstellung“ eingeräumt. Mit den Veröffentlichungen über die örtliche Sulfonamidtherapie aus seiner Klinik griff er als früher Mitstreiter von Gerhard Domagk in den heftigen Streit in der Kriegschirurgie ein. 1943 wurden allein über 400 Entbindungen in der Bosse-Klinik gezählt.
Seine gesamte Familie war von Anfang an „von fast allen gegen die Juden im allgemeinen gerichteten Maßnahmen betroffen“, berichtete Paul Bosse 1945. Lokale Dienststellen von Stadt und Partei hätten eine Beteiligung am Attentat auf Hitler konstruiert, auf Grund derer die Familie am 21. Juli 1944 verhaftet wurde. Am 25. Juli 1944 schließlich wurde die Privatklinik in einer lokalen Aktion beschlagnahmt und vom Paul-Gerhardt-Stift übernommen. Käte Bosse wurde im KZ Ravensbrück ermordet, Paul Bosse zur Organisation Todt in den Harz „sonderdienstverpflichtet“.

### Nach Kriegsende
Nach Wittenberg auf seine alte Stellung als Chefarzt des Paul-Gerhardt-Stiftes im Dezember 1945 zurückgerufen, operierte Paul Bosse lediglich als Chefarzt seiner eigenen Abteilung dort – auf eine Anstellung verzichtete er –, ebenso in Bad Schmiedeberg. Er wurde Chefarzt des Heimkehrer-Lazaretts, engagierte sich beim Aufbau eines Kinderheimes in Kropstädt, richtete eine Eheberatungsstelle ein, beteiligte sich im Kulturbund Wittenbergs und ließ sich in den Stadtrat wählen. Parallel hierzu sorgte er für die Wiedereröffnung seiner Privatklinik im April 1946, nachdem eine vom Paul-Gerhardt-Stift zu leistende Entschädigungszahlung für Nutzung und Instandsetzung der Bosse-Klinik festgelegt worden war. Um den zweiten Todestag seiner Frau, den 16. Dezember 1946, erlitt er einen Herzinfarkt, von dem er sich nicht mehr erholte. Er verstarb am 5. März 1947.

## Wissenschaftliche Arbeiten
Paul Bosse publizierte zahlreiche wissenschaftliche Arbeiten, so z. B. zur Pernocton-Narkose und zur Sulfonamidtherapie. Sein neuartiges Vorgehen bei der Anästhesie von Verletzten wird jetzt gewürdigt, „minimale Dosen von Barbituraten zu verabreichen, um ernsthafte Nebenwirkungen zu vermeiden“ (1935). Mit Koautoren verfasste er eine Monographie (mit 12.000 ambulanten und 4.000 klinischen eigenen Fällen) zur Sulfonamidbehandlung in der Chirurgie.

## Ehrungen
- Rettungsmedaille am Bande (im Ersten Weltkrieg)
- Verdienstkreuz des Ehrenzeichens des Deutschen Roten Kreuzes (nach dem Reinsdorfer Sprengstoffunglück vom 13. Juni 1935)[23]

## Rezeption
Die historische Beurteilung von Paul Bosse schwankt je nach Sichtweise zwischen Würdigung als „Wohltäter der Stadt“ und kritischer Beurteilung seiner Person. Heute noch wird die Erlaubnis zur Klinikgründung einem Gunsterweis Hitlers zugeschrieben. Helmut Bräutigam übergeht kommentarlos diese bislang „unentbehrliche“ Legende. Er kommt zu dem widersprüchlichen Schluss, einerseits sei dem verdienstvollen Chefarzt aus rein antisemitischen Gründen gekündigt worden, andererseits habe er nur einen befristeten Vertrag besessen. Neuerdings wird Bosses Pionierarbeit bei der Einführung der Sulfonamidbehandlung in die Medizin erwähnt. Ein Straßenabschnitt vor der alten Bosse-Klinik trägt den Namen „Bosse-Straße“ seit Ende 2016. Eine im Paul-Gerhardt-Stift zur Erinnerung an seinen langjährigen Chefarzt, 2017 angebrachte Plakette vermeidet jeden Bezug zur NS-Zeit.

## Die Bosse-Klinik 1947–1996
Seine von ihm gegründete Privatklinik, ab 1949 in der Obhut der Caritas, war in der Nachkriegszeit bis zum Ende der DDR eine der renommierten Geburtskliniken. Bis 1970 wurde die Kinderstation von Kinderärzten des Paul-Gerhardt-Stiftes mitbetreut. In den Jahren ab 1970 war die Bosse-Klinik unangefochten die Entbindungsklinik über die Region hinaus. Ihre besondere Attraktivität bestand darin, dass sie zu den ersten Kliniken der DDR gehörte, die eine Sonografieuntersuchung anbieten konnten. 1972 wurde im Paul-Gerhardt-Stift, der Klinik in der Nachbarstraße der Bosse-Klinik, eine gynäkologische Abteilung gegründet. Wolfgang Böhmer war von 1974–91 ihr Chefarzt, bevor er 1991–94 Minister und Ministerpräsident von 2002–11 wurde. In seiner Zeit als Chefarzt dieser Abteilung beschäftigte er sich mit der Geschichte des Paul-Gerhardt-Stifts, dessen Chefarzt früher Paul Bosse gewesen war. Böhmer kam hierbei zu dem Schluss, wegen überhöhter Honorarforderungen habe die Paul-Gerhardt-Stiftung im Dezember 1933 Paul Bosse kündigen müssen, um Schaden vom Paul-Gerhardt-Stift abzuwenden. In modifizierter Form blieb diese Fassung bis 2009 bestehen. 1980 war die Zahl der Entbindungen in der Bosse-Klinik auf über 1800 gestiegen. 1986 arbeiteten dort 6 Ärzte und 20 Marienschwestern u. a. m. Im gleichen Jahr wurde ein Kooperationsabkommen zwischen dem Paul-Gerhardt-Stift und der Bosse-Klinik abgeschlossen, das die Optimierung der Kapazitäten beider Kliniken und gegenseitige Hilfe bei Engpässen vorsah. Es zementierte damit eine Entwicklung, die zu einer schon seit Jahrzehnten zunehmenden Aufspaltung des gynäkologisch-geburtshilflichen Faches geführt hatte: Das Paul-Gerhardt-Stift war für die gynäkologischen Erkrankungen zuständig, während die Bosse-Klinik zur reinen Entbindungsklinik wurde, mit einem Schwerpunkt in der Frühgeborenenbetreuung. 1991 wurde sie wegen der nach der Wende um die Hälfte gesunkenen Geburten auch gynäkologisch ausgerichtet. Bis zu ihrem Ende 1996, das 1993 beschlossen wurde, wurden in der Bosse-Klinik insgesamt mehr als 53.000 Kinder entbunden. Maßgeblichen Anteil an der erfolgreichen Entwicklung der Klinik zu DDR-Zeiten hatten die beiden Chefärzte Kurt Jonas (1947–1975) und Erhard Sauer (1976–1996). Begründet wird das Aus der Bosse-Klinik damit, dass die Geburtenrate dramatisch gesunken und dass es dem 65-Betten-Krankenhaus nicht möglich gewesen sei, alle Bedingungen „eines modernen Krankenhausbetriebes zu erfüllen“. Heutzutage trägt eine Nachfolgeeinrichtung seinen Namen, die Klinik Bosse Wittenberg, Gesundheitszentrum für Neurologie, Psychiatrie, Psychotherapie und Psychosomatik.

## Kontroverse um die Kündigung
Seit dem Nationalsozialismus und ungebrochen bis heute hält die Paul-Gerhardt-Stiftung, der Arbeitgeber von Paul Bosse, daran fest, dass ein befristeter Arbeitsvertrag vorgelegen habe und seine Kündigung am 28. Dezember 1933 in Übereinstimmung mit seinem 1922 geschlossenem Vertrag erfolgt sei. Die beiden Historiker Bräutigam (2017) und Grabbe (2019), ähnlich wie Böhmer (1978, 1983, 1989), bestätigen dies. Sie machen aus dem 1922 auf unbestimmte Zeit mit regelmäßiger Kündigungsmöglichkeit abgeschlossenen Arbeitsvertrag (so Kaskel, s. u.) einen befristeten Vertrag, der sich automatisch, wenn nicht gekündigt werde, verlängere. Kündigung und Befristung schließen sich jedoch gegenseitig aus. Grabbe spricht gar von einem Zeitvertrag und wählt – ganz ähnlich wie Böhmer – einen Ausdruck, um die weitere Argumentation zu bahnen: Schon der erste Arbeitsvertrag von 1913/14 sei befristet gewesen. Die regelmäßig wiederkehrende Kündigungsmöglichkeit, die keine Befristung darstellt, konnte aber vonseiten der Paul-Gerhardt-Stiftung nur ausgeübt werden, wenn ein sog. wichtiger Grund vorlag (z. B. Schließung des Krankenhauses, Konfessionswechsel des Chefarztes). Zudem: Paul Bosse war Schwerbeschädigter und konnte nur mit Zustimmung der Hauptfürsorgestelle gekündigt werden. Ihre Benachrichtigung unterblieb jedoch, so dass nach Gesetzeslage die Kündigung unwirksam war. Auch das immer wieder vorgebrachte Argument, die Kündigung habe erfolgen müssen, damit ein neuer Vertrag vereinbart werden könnte, sticht nicht: 1929 wurde ein neuer Vertrag ausgehandelt, ohne dass eine Kündigung vorher stattfinden musste.